# Tanja Drage
Tanja Drage (* 19. November 1987; nach Heirat zwischenzeitlich Tanja Schwilk) ist eine ehemalige österreichische Skispringerin.

## Werdegang
Tanja Drage gab ihr internationales Debüt am 11. Januar 2003 bei einem FIS-Rennen in Planica, bei dem sie den 13. Platz belegte. Diese Platzierung konnte sie am Folgetag noch um eins verbessern. Anschließend nahm sie an weiteren Wettbewerben in dieser Wettkampfklasse teil und konnte am 18. und 19. Dezember 2003 in Predazzo auf dem Trampolino dal Ben zweimal den dritten Rang erreichen.
Am 16. Januar 2005 sprang sie erstmals im Continental Cup. Bei dem Wettbewerb in Planica belegte sie den zehnten Platz. Ihr bestes Ergebnis ist der fünfte Platz, den sie am 14. Februar 2007 in Baiersbronn erzielte.
Bei den Österreichischen Meisterschaften im Skispringen 2005 in Villach gewann sie die Bronzemedaille, 2008 sicherte sie sich Silber hinter Jacqueline Seifriedsberger.

## Erfolge

### Continental-Cup-Platzierungen
| Saison  | Platz | Punkte |
| ------- | ----- | ------ |
| 2004/05 | 16.   | 162    |
| 2006/07 | 14.   | 326    |
| 2007/08 | 38.   | 054    |